# عيد الصغير
عيد الصغير لاعب كرة قدم سعودي سابق.
هو عيد صالح مرسال، ويلقب بعيد الصغير، مدافع سابق مع نادي النصر والمنتخب السعودي، مواليد 1370هـ.
حقق مع نادي النصر الكثير من البطولات على مدار 19 عاماً مثل فيها الفريق واصبح أحد أهم رموز النادي بعد اعتزاله.

## مسيرة عيد
بدأت علاقة عيد الصغير مع النصر عام 1384هـ عندما التحق بصفوفه في ذلك العام ومثله على مستوى الأشبال ثم الشباب (الدرجة الثانية) ولم يكن يميل إلى الدفاع.. فقد كان يلعب جناحاً ايسر حتى عام 1388هـ عندما رأى فيه المدرب السوداني (عبد الحميد ترنه) مقومات الظهير الأيسر لروحه العالية وادائه القتالي و (ترنه) كان واحداً من أفضل المدربين السودانيين في تلك الحقبة إذ درب نادي المريخ ثم منتخب السودان الأول قبل انتقاله للعمل مع النصر.
يقول عيد «رسخت اقدامي في الفريق الأصفر برغم كوكبة النجوم الموجودة في صفوفه اواخر التسعينيات وتم اختياري للمنتخب الأول ابان استعداده لدورة الخليج الأولى في البحرين عام 1390هـ ومثلت المنتخب في مبارياته الودية ولكن الحضور الرسمي بدأ في دورة الخليج الثانية 1392هـ في الرياض وتم اختياري ضمن طاقم المنتخب للدورة الثالثة في الكويت 1394 ولكن تعرضي لاصابة وسفري للعلاج خارج المملكة حال دون مشاركتي في تلك التظاهرة وبعد شفائي تم استدعائي مرة أخرى ابان فترة اشراف أكاديمية (جيمي هيل) الإنجليزية على المنتخب وسافرنا إلى بريطانيا ولعبنا عدة مباريات ودية عام 1396ه».
ويعود عيد الصغير بالحديث إلى النصر ويتذكر بداية اشتداد عوده وتوجهه إلى ساحات البطولات الكبرى قائلاً:
في عام 1387هـ بدأ النصر يثبت وجوده من خلال نجاحه في بلوغ نهائي كأس الملك وقابل الاتحاد وقدم الطرفان مباراة تاريخية لا تنسى في قوتها واثارتها وروعة اداء افراد الفريقين.
واستمر في محاولاته للحصول على بطولة كبرى في مسابقة كأس ولي العهد أو كأس الملك المفدى ونافس في أكثر من نهائي وخسر بشرف امام الاهلي أكثر من نهائي إلى ان وفقه الله في احراز أول بطولة في تاريخه عام 1393هـ عندما هزم الوحدة بنهائي كأس ولي العهد (2/1) وتوج بالكأس واحتفظ به في الموسم التالي بجانب كأس جلالة الملك المفدى ثم توالت بعده الإنجازات الكبرى.
واتذكر أول بطولة على مستوى المنطقة حققناها على حساب الهلال في المباراة النهائية على كأس شهداء فلسطين فزنا بها (4/2) في اواخر الثمانينات الهجرية وكانت على مستوى الدرجة الأولى.
واستمررت في صفوف النصر دون انقطاع حتى الموسم 1403هـ باستثناء موسم واحد عام 1399هـ بسبب نشوب خلاف بيني وبين إدارة النادي على خلفية مقالة كتبها أحد أعضاء الشرف ضدي وكنا في فترة اعداد الفريق للموسم خلال معسكر خارجي بإسبانيا ولما عدنا خضت ثلاث مباريات ثم توقفت عن مشاركة الفريق لانني اشترطت اعتذار العضو أو اتوقف عن اللعب فنفذت قراري وابتعدت ذلك الموسم.

## علاقته بالرمز
واثنى (عيد) على مواقف رمز النصر الأول الأمير عبد الرحمن بن سعود مع لاعبي الفريق وقال:
لا اتذكر انه اساء لي وكان (يرحمه الله) يحترمني ويقدرني رغم اختلافي الكبير معه في وجهات النظر الا انه كان يحترم الرأي الآخر وكنت اشعر بقربي من قلبه فكان نعم الأب والأخ والصديق والمعلم «عليه رحمة الله».
لقد ربى الأمير عبد الرحمن بن سعود اجيالاً عديدة من لاعبي النصر.. وكان مدرسة تعلمنا منه مالم يعلمنا اياه اباؤنا واساتذتنا في المدارس فتخرج على يديه اللاعب النجم والمدرب ومساعد المدرب والإداري..
فهو رجل تحترمه لمواقفه.. وإنسان طيب لايعرف اليأس.. حازم في الامور ولا يجامل ولايتراجع عن قرار قوي اتخذه.. وحتى عندما يعاقبك.. تتقبل منه ذلك لقناعتك انك تستحق العقاب.. وانا شخصياً رافقته منذ البراعم عام 1384هـ ولعبت تحت رئاسته حتى عام 1403هـ وغيابه اليوم ليس خسارة كبيرة على النصر فحسب بل على الرياضة السعودية عامة.

## قيادته للفريق
وتقلدت شارة كبتنية الفريق الأصفر عام 1400هـ وحتى اعتزالي.. وبالمناسبة.. الكابتن في الماضي كان له اسمه ومكانته وقيمته وكلمته نافذة وسط زملائه اللاعبين والكابتن يقوم بدور لا يقل اهمية عن دور مدير الفريق داخل وخارج الملعب فيناقش الإدارة ويبحث مع إدارة الكرة امور زملائه اللاعبين وحل مشكلاتهم.

## اعتزاله
اعتزل عيد الصغير عام 1403هـ واقيم حفل اعتزاله عام 1407هـ أمام القادسية الكويتي وانتهى اللقاء بفوز النصر 5-2.
كما عمل عيد كإداري في نادي النصر عام 1420هـ وتحديداً في كأس العالم للأندية بالبرازيل.

## اسهاماته مع النصر
- الفوز ببطولة الدوري الممتاز ثلاث مرات اعوام 1975,1980,1981
- الفوز بكأس الملك ثلاث مرات أعوام 1974, 1976, 1981
- الفوز بكأس ولي العهد مرتين اعوان 1973, 1974
- الفوز بكأس الاتحاد السعودي عام 1976

## وصلات خارجية ومصادر
- «عيد الصغير» جناح وظهير النصر ل20 عاماً